# Skyskraber
 Ikke at forveksle med Højhus.
En skyskraber er et højt højhus. New York City er særligt kendt for deres skyskrabere, som blandt andet omfatter Empire State Building, Chrysler Building, Freedom Tower og mange andre. Mange af skyskraberne i New York City har været verdens højeste bygning på et tidspunkt i historien.
En skyskraber er ikke officielt defineret ved højden, men ved byggemetoden.
I USA og Europa opererer man dog ofte med en minimumhøjde på 100-150 meter

## De 50 højeste skyskrabere efter bygningernes højde
Bemærk: Kun færdigbyggede skyskrabere medtages. Oplysninger af Januar 2019.
| Placering | Bygning                                 | By               | Stat                       | Højde   | Etager | Opført |
| --------- | --------------------------------------- | ---------------- | -------------------------- | ------- | ------ | ------ |
| 1         | Burj Khalifa                            | Dubai            | Forenede Arabiske Emirater | 828 m   | 163    | 2010   |
| 2         | Shanghai Tower                          | Shanghai         | Kina                       | 632 m   | 128    | 2015   |
| 3         | Abraj Al Bait Towers                    | Mekka            | Saudi-Arabien              | 601 m   | 120    | 2012   |
| 4         | Pingan International Finance Centre     | Shenzhen         | Kina                       | 599 m   | 115    | 2016   |
| 5         | Lotte World Premium Tower               | Seoul            | Sydkorea                   | 555 m   | 123    | 2017   |
| 6         | One World Trade Center                  | New York City    | USA                        | 541 m   | 094    | 2014   |
| 7         | Guangzhou CTF Finance Center            | Guangzhou        | Kina                       | 530 m   | 111    | 2016   |
| 8         | Tianjin CTF Finance Center              | Tianjin          | Kina                       | 530 m   | 097    | 2020   |
| 9         | China Zun Tower                         | Peking           | Kina                       | 528 m   | 108    | 2018   |
| 10        | Taipei 101                              | Taipei           | Taiwan                     | 509,2 m | 101    | 2004   |
| 11        | Shanghai World Financial Center         | Shanghai         | Kina                       | 492 m   | 101    | 2008   |
| 12        | International Commerce Centre           | Hongkong         | Kina                       | 484 m   | 108    | 2010   |
| 13        | Lakhta Center                           | Sankt Petersburg | Rusland                    | 462 m   | 086    | 2018   |
| 14        | Landmark 81                             | Ho Chi Minh-byen | Vietnam                    | 461 m   | 081    | 2018   |
| 15        | Changsha IFS Tower T1                   | Changsha         | Kina                       | 452 m   | 094    | 2018   |
| 16        | Petronas Twin Tower 1                   | Kuala Lumpur     | Malaysia                   | 452 m   | 088    | 1998   |
| 16        | Petronas Twin Tower 2                   | Kuala Lumpur     | Malaysia                   | 452 m   | 088    | 1998   |
| 18        | Suzhou IFS                              | Suzhou           | Kina                       | 450 m   | 098    | 2018   |
| 19        | Zifeng Tower                            | Nanjing          | Kina                       | 450 m   | 066    | 2010   |
| 20        | Willis Tower                            | Chicago          | USA                        | 442 m   | 108    | 1974   |
| 21        | KK100                                   | Shenzhen         | Kina                       | 442 m   | 100    | 2011   |
| 22        | Guangzhou International Finance Center  | Guangzhou        | Kina                       | 439 m   | 103    | 2010   |
| 23        | Wuhan Center Tower                      | Wuhan            | Kina                       | 438 m   | 088    | 2018   |
| 24        | 432 Park Avenue                         | New York City    | USA                        | 426 m   | 085    | 2015   |
| 25        | Marina 101                              | Dubai            | Forenede Arabiske Emirater | 425 m   | 101    | 2015   |
| 26        | Trump International Hotel & Tower       | Chicago          | USA                        | 423 m   | 098    | 2009   |
| 27        | Jin Mao Tower                           | Shanghai         | Kina                       | 421 m   | 088    | 1998   |
| 28        | Princess Tower                          | Dubai            | Forenede Arabiske Emirater | 413 m   | 101    | 2012   |
| 29        | Al Hamra Tower                          | Kuwait City      | Kuwait                     | 413 m   | 080    | 2011   |
| 30        | Two International Finance Centre        | Hongkong         | Kina                       | 412 m   | 088    | 2003   |
| 31        | China Resources Headquarters            | Shenzhen         | Kina                       | 393 m   | 067    | 2018   |
| 32        | 23 Marina                               | Dubai            | Forenede Arabiske Emirater | 392 m   | 088    | 2012   |
| 33        | CITIC Plaza                             | Guangzhou        | Kina                       | 390 m   | 080    | 1996   |
| 34        | Shum Yip Upperhills Tower 1             | Shenzhen         | Kina                       | 388 m   | 080    | 2018   |
| 35        | Capital Market Authority Tower          | Riyadh           | Saudi-Arabien              | 385 m   | 076    | 2017   |
| 36        | Shun Hing Square                        | Shenzhen         | Kina                       | 384 m   | 069    | 1996   |
| 37        | Eton Place Dalian Tower 1               | Dalian           | Kina                       | 383 m   | 080    | 2016   |
| 38        | Nanning Logan Century 1                 | Nanning          | Kina                       | 381 m   | 082    | 2018   |
| 39        | Empire State Building                   | New York City    | USA                        | 381 m   | 102    | 1931   |
| 40        | Burj Mohammed Bin Rashid                | Abu Dhabi        | Forenede Arabiske Emirater | 381 m   | 088    | 2014   |
| 41        | Elite Residence                         | Dubai            | Forenede Arabiske Emirater | 381 m   | 087    | 2012   |
| 42        | Tuntex Sky Tower                        | Kaohsiung        | Kina                       | 378 m   | 085    | 1997   |
| 43        | Central Plaza                           | Hongkong         | Kina                       | 374 m   | 078    | 1992   |
| 44        | Federation Tower                        | Moskva           | Rusland                    | 374 m   | 093    | 2016   |
| 45        | The Address The BLVD                    | Dubai            | Forenede Arabiske Emirater | 370 m   | 073    | 2017   |
| 46        | Bank of China Tower                     | Hongkong         | Kina                       | 367 m   | 072    | 1990   |
| 47        | Bank of America Tower                   | New York City    | USA                        | 366 m   | 055    | 2009   |
| 48        | Almas Tower                             | Dubai            | Forenede Arabiske Emirater | 360 m   | 068    | 2008   |
| 49        | Gevora Hotel                            | Dubai            | Forenede Arabiske Emirater | 356 m   | 075    | 2017   |
| 50        | JW Marriott Marquis Hotel Dubai Tower 1 | Dubai            | Forenede Arabiske Emirater | 355 m   | 082    | 2012   |
| 50        | JW Marriott Marquis Hotel Dubai Tower 2 | Dubai            | Forenede Arabiske Emirater | 355 m   | 082    | 2013   |

## Eksterne links
- Twisted towers: Number of spiraled skyscrapers soars. CNN

- Wikimedia Commons har flere filer relateret til Skyskraber

- Se Wiktionarys definition på ordet skyskraber

| Arkitektur | Spire Denne arkitekturartikel er en spire som bør udbygges. Du er velkommen til at hjælpe Wikipedia ved at udvide den. |